# Erupție limnică

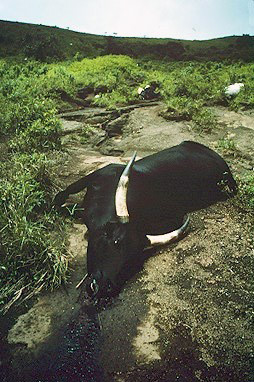
Vită sufocată de erupția limnică de la lacul Nyos din 1986

O erupție limnică este un tip rar de catastrofă naturală în care dioxidul de carbon (CO2) erupe brusc din fundul lacurilor, sufocând animalele sălbatice și oamenii. O asemenea erupție poate genera și tsunamiuri în lac, întrucât concentrația mare de CO2 dislocă apa. Oamenii de știință susțin că alunecările de teren, activitatea vulcanică sau exploziile pot genera o astfel de erupție. Lacurile în care o astfel de activitate are loc poartă numele de lacuri active limnic. Câteva caracteristici ale unor astfel de lacuri includ:
- CO2 saturat în creștere.
- Temperatura scăzută de pe fundul lacurilor indică o lipsă de interacțiune vulcanică directă cu apele lacului.
- Un strat superior și inferior termal cu diferite saturații de CO2.
- Apropierea de zone cu activitate vulcanică.

Oamenii de știință au stabilit recent, în urma unor investigații bazate pe decesele în masă din anii '80 de la lacurile Monoun, respectiv Nyos, că erupțiile limnice și vulcanice, deși indirect asociate, sunt de fapt tipuri distincte de catastrofe naturale.
Doar trei lacuri în întreaga lume sunt cunoscute că ar conține concentrații mari de gaz dizolvat în apele lor bentonice: lacurile Nyos și Monoun în Camerun și lacul Kivu în Africa de Est. Emanația unor mari concentrații de gaze din lacuri este foarte rară; totuși, emanațiile masive de CO2 din lacul Monoun în 1984 și din lacul Nyos în 1986 a dus la pierderea a aproape 1.800 de vieți omenești.

## Manifestări de-a lungul timpului
Până în prezent, acest fenomen a fost observat doar de două ori. Prima a fost în Camerun la lacul Monoun în 1984, cauzând asfixierea și moartea a 37 de localnici. A doua, manifestată în vecinătatea lacului Nyos în 1986, a emanat peste 80 mil. m³ CO2 și a ucis între 1.700-1.800 persoane, tot prin asfixiere.
Datorită naturii evenimentului, este greu de determinat dacă astfel erupții s-au manifestat și în altă parte. Totuși, un al treilea lac - Lacul Kivu -, conținând cantități masive de CO2 dizolvat, există la granița statelor est-africane Republica Democrată Congo și Rwanda. Mostre de sedimente din lac au fost prelevate de profesorul Robert Hecky de la Universitatea din Michigan, arătând că un astfel de eveniment a cauzat extincția creaturilor vii din lac în urmă cu circa o mie de ani. 
Fosilele din groapa Messel (Germania) prezintă dovezi ale unei erupții limnice în Eocenul timpuriu. Printre victime sunt perfect conservate insecte, broaște, țestoase, crocodili, păsări, furnicari, insectivore, primate timpurii și paleotere.